# Circuit de Malveira
Le Circuit de Malveira est une course cycliste portugaise disputée au mois d'août autour du village de Malveira (pt), à Mafra. Créée durant la Seconde Guerre mondiale, il s'agit de l'une des plus anciennes compétitions cyclistes du pays. Elle est ouverte aux professionnels et aux amateurs. 
Cette épreuve fait partie du calendrier national de la Fédération portugaise de cyclisme,. 

## Palmarès
| Année | Vainqueur                | Deuxième                | Troisième                |
| ----- | ------------------------ | ----------------------- | ------------------------ |
| 1942  | Francisco Inácio (pt)    | Antonio Bartolomeu      | João Rebelo              |
| 1943  | João Lourenço            |                         |                          |
| 1944  | José Ferreira            |                         |                          |
| 1945  | Eduardo Lopes            |                         |                          |
| 1946  | Aristides Martins        |                         |                          |
| 1947  | José Martins             |                         |                          |
| 1948  | Império dos Santos       | Julio Mourão            | Maximiano Rola           |
| 1949  | Mario Fazio              | Guillerme Jacinto       | Manuel Gonçalves         |
| 1950  | Félix Bermúdez           | Alexandre Cristina      | Augusto Correia          |
| 1951  | Alves Barbosa            |                         |                          |
| 1952  | Onofre Tavares           |                         |                          |
| 1953  | Alves Barbosa            | Armando Pereira         | Honorio Francisco        |
| 1954  | Armando Pereira          | Pedro Polainas          | Alves Barbosa            |
| 1955  | Alves Barbosa            | João Marcelino          | José Firmino Assunçao    |
| 1956  | Alves Barbosa            |                         |                          |
| 1957  | Pedro Polainas           |                         |                          |
| 1958  | Pedro Polainas           |                         |                          |
| 1959  | Alves Barbosa            |                         |                          |
| 1960  | Alves Barbosa            |                         |                          |
| 1961  | José Anastácio           | Virgilio Nunes          | João Gomes               |
| 1962  | Henrique Castro          |                         |                          |
| 1963  | João Brito (pt)          | António Acúrcio         | João Senteio             |
| 1964  | João Senteio             | Mário Silva (pt)        | João Roque (pt)          |
| 1965  | Albino Alves             | Manuel Correia          | Manuel Costa             |
| 1966  | António Acúrcio          | Leonel Miranda (pt)     | Manuel de Jesus          |
| 1967  | Emiliano Dionísio (pt)   | Américo Silva (pt)      | Joaquim Andrade          |
| 1968  | José Vieira              |                         |                          |
| 1969  | Fernando Mendes          |                         |                          |
| 1970  | Emiliano Dionísio (pt)   | Leonel Miranda (pt)     | Hubert Niel              |
| 1971  | Emiliano Dionísio (pt)   |                         |                          |
| 1972  | Leonel Miranda (pt)      | João Curto              | Antonio Marçalo          |
| 1973  | Fernando Mendes          | José Martins            | Joaquim Agostinho        |
| 1974  | Venceslau Fernandes (pt) |                         |                          |
| 1975  | José Amaro               |                         |                          |
| 1976  | Joaquim Carvalho         |                         |                          |
| 1977  | Alexandre Ruas           |                         |                          |
| 1978  | José Amaro               |                         |                          |
| 1979  | Venceslau Fernandes (pt) |                         |                          |
| 1980  | José Amaro               |                         |                          |
| 1981  | Luís Domingos            |                         |                          |
| 1982  | Benjamin Carvalho        |                         |                          |
| 1983  | Joaquim Carvalho         |                         |                          |
| 1984  | Fernando Carvalho (pt)   | Fernando Fernandes (de) | Manuel Cunha             |
| 1985  | Marco Chagas             | Paulo Ferreira          | Carlos Santos (pt)       |
| 1986  | António Pinto            | Vítor Rodrigues         |                          |
| 1987  | Paulo Ferreira           | Manuel Abreu            | Luis Cruz                |
| 1988  | Jorge Silva (pt)         | Paulo Duque             | José Xavier              |
| 1989  | Jorge Silva (pt)         | Paulo Pinto             | Carlos Marta (en)        |
| 1990  | Jorge Silva (pt)         |                         |                          |
| 1991  | Pedro Silva              |                         |                          |
| 1992  | Joaquim Salgado          |                         |                          |
| 1993  | Antonio Araújo           |                         |                          |
| 1994  | Pedro Silva              | Delmino Pereira         | Luís Sarreira            |
| 1995  | Carlos Carneiro          | José Azevedo            |                          |
| 1996  | Pedro Silva              |                         |                          |
| 1997  | Joaquim Gomes            | Cássio Freitas          |                          |
| 1998  | Pedro Silva              | Vítor Gamito            | Pedro Soeiro (en)        |
| 1999  | Bruno Castanheira        | Saulius Šarkauskas      | Joaquim Gomes            |
| 2000  | Pedro Soeiro (en)        | Hermano Vieira          | Ezequiel Mosquera        |
| 2001  | Orlando Rodrigues        | Pedro Soeiro (en)       | Óscar Díaz               |
| 2002  | Sérgio Paulinho          | Luís Sarreira           | Virgílio Santos          |
| 2003  | Pedro Costa              | Orlando Rodrigues       | Krassimir Vassiliev      |
| 2004  | Hugo Sabido              | Hélder Miranda (pt)     | Jon Bru                  |
| 2005  | Hugo Sabido              | Hélder Miranda (pt)     | Carlos Pinho             |
| 2006  | Luís Bartolomeu          | Pedro Soeiro (en)       | Pedro Barnabé            |
| 2007  | Tiago Machado            | Fernando Sousa          | José Miguel Martins      |
| 2008  | Sérgio Sousa             | Samuel Caldeira         | José Mendes              |
| 2009  | César Quiterio (de)      | Cândido Barbosa         | Manuel Cardoso           |
| 2010  | Samuel Caldeira          | Sérgio Ribeiro          | Hugo Sabido              |
| 2011  | César Fonte              | Márcio Barbosa          | Hugo Sabido              |
| 2012  | Daniel Freitas           | Samuel Caldeira         | Bruno Silva              |
| 2013  | Hélder Oliveira (de)     | Edgar Pinto             | Ricardo Vilela           |
| 2014  | Manuel Cardoso           | Pedro Paulinho          | Vicente García de Mateos |
| 2015  | Luís Fernandes           | Moisés Dueñas           | Ricardo Mestre           |
| 2016  | Gustavo César Veloso     | Valter Pereira          | Jesús del Pino           |
| 2017  | João Matias              | Luís Mendonça           | Rafael Silva             |
| 2018  | Domingos Gonçalves       | João Benta              | Rui Rodrigues            |
| 2019  | Márcio Barbosa           | Luís Mendonça           | Rafael Silva             |
| 2020  | Pas organisé             | Pas organisé            | Pas organisé             |
| 2021  | André Ramalho            | Tiago Antunes           | José Mendes              |
| 2022  | João Matias              | Tiago Antunes           | Pedro Silva              |
| 2023  | João Matias              | João Medeiros           | Leangel Linarez          |
| 2024  | César Martingil          | Fábio Costa             | Gonçalo Leaça            |